# 布氏切齒鯛
布氏切齒鯛為輻鰭魚綱鱸形目鱸亞目鯛科的其中一種，分布於東南大西洋區，從安哥拉至南非西部海域，棲息深度20-50公尺，體長可達46公分，棲息在水淺、岩石底質海域，屬雜食性，以藻類、甲殼類、棘皮動物、蠕蟲等為食，可做為食用魚及遊釣魚。